# Sciez
 Sciez  es una comuna y población de la aglomeración urbana franco-suiza del Gran Ginebra en la región de Auvernia-Ródano-Alpes, departamento de Alta Saboya y en el distrito de Thonon-les-Bains, cantón de Thonon-les-Bains-Ouest.
Su población en el censo de 1999 era de 4.268 habitantes. Forma parte de la aglomeración urbana de Thonon-les-Bains.
Está integrada en la Communauté de communes du Bas-Chablais .